# Гросбек (Техас)
Гро́сбек (англ. Groesbeck) — город в США, расположенный на востоке штата Техас, административный центр округа Лаймстон. По данным переписи за 2010 год число жителей составляло 4328 человек, по оценке Бюро переписи США в 2015 году в городе проживало 4304 человека.

## История
Первым поселенцем в регионе стал Элайша Энглин, получивший испанский грант на землю в 1835 году. В 1870 году в город была проведена железная дорога Houston and Texas Central Railway. Город был назван в честь директора железной дороги Абрама Гросбека. В 1874 году Гросбек заменил Спрингфилд в качестве административного центра округа, город стал торговым центром фермеров и скотоводов региона. В 1871 году город получил органы местного управления.
Первым печатным изданием стала в 1892 году газета «Groesbeck Journal». Торговая палата в Гросбеке появилась в 1920 году.

## География
Гросбек находится в центральной части округа, его координаты: 31°31′32″ с. ш. 96°31′41″ з. д..
Согласно данным бюро переписи США, площадь города составляет около 11,3 квадратных километров, из которых 11,2 занято сушей, а чуть менее 0,1 — водная поверхность.

### Климат
Согласно классификации климатов Кёппена, в Гросбеке преобладает влажный субтропический климат.
| Показатель                    | Янв.  | Фев. | Март | Апр. | Май  | Июнь | Июль | Авг. | Сен. | Окт. | Нояб. | Дек.  | Год   |
| ----------------------------- | ----- | ---- | ---- | ---- | ---- | ---- | ---- | ---- | ---- | ---- | ----- | ----- | ----- |
| Абсолютный максимум, °C       | 29,4  | 26,7 | 33,9 | 33,9 | 34,4 | 38,3 | 41,1 | 42,2 | 37,8 | 33,9 | 31,1  | 27,8  | 42,2  |
| Средний суточный максимум, °C | 14,1  | 15,3 | 20,5 | 25,6 | 28,7 | 32,6 | 35,1 | 34,7 | 31,1 | 26,4 | 20,8  | 15,8  | 25,1  |
| Средняя температура, °C       | 8,2   | 9,1  | 14,1 | 19,4 | 22,9 | 26,7 | 28,7 | 28,2 | 25,1 | 19,7 | 14,4  | 9,6   | 18,8  |
| Средний суточный минимум, °C  | 2,2   | 2,9  | 7,7  | 13,3 | 17,1 | 20,7 | 22,4 | 21,8 | 19,2 | 13,1 | 7,9   | 3,3   | 12,6  |
| Абсолютный минимум, °C        | −11,7 | −8,9 | −5,6 |      | 8,9  | 11,1 | 15   | 15   | 7,8  | 2,2  | −3,3  | −10,6 | −11,7 |
| Норма осадков, мм             | 65    | 62   | 56   | 83   | 120  | 122  | 96   | 79   | 122  | 146  | 142   | 96    | 1188  |
| Источник: weatherbase.com     |       |      |      |      |      |      |      |      |      |      |       |       |       |

## Население
Согласно переписи населения 2010 года в городе проживало 4328 человек, было 1286 домохозяйств и 864 семьи. Расовый состав города: 65,3 % — белые, 20,2 % — афроамериканцы, 0,3 % — коренные жители США, 0,3 % — азиаты, 0,0 % (0 человек) — жители Гавайев или Океании, 11,3 % — другие расы, 2,7 % — две и более расы. Число испаноязычных жителей любых рас составило 20,9 %.
Из 1286 домохозяйств, в 38,3 % живут дети младше 18 лет. 45,8 % домохозяйств представляли собой совместно проживающие супружеские пары (20,7 % с детьми младше 18 лет), в 17 % домохозяйств женщины проживали без мужей, в 4,4 % домохозяйств мужчины проживали без жён, 32,8 % домохозяйств не являлись семьями. В 29,2 % домохозяйств проживал только один человек, 13 % составляли одинокие пожилые люди (старше 65 лет). Средний размер домохозяйства составлял 2,6 человека. Средний размер семьи — 3,25 человека.
Население города по возрастному диапазону распределилось следующим образом: 24,6 % — жители младше 20 лет, 34,4 % находятся в возрасте от 20 до 39, 27,7 % — от 40 до 64, 13,2 % — 65 лет и старше. Средний возраст составляет 34,4 года.
Согласно данным опросов пяти лет с 2011 по 2015 годы, средний доход домохозяйства в Гросбеке составляет 38 375 долларов США в год, средний доход семьи — 43 750 долларов. Доход на душу населения в городе составляет 16 299 долларов. Около 25,2 % семей и 35,7 % населения находятся за чертой бедности. В том числе 57,2 % в возрасте до 18 лет и 19,1 % в возрасте 65 и старше.

## Местное управление
Управление городом осуществляется избираемыми мэром и городским советом, состоящим из пяти человек.

## Инфраструктура и транспорт
Через Гросбек проходят автомагистрали штата Техас 14 и 164.
Ближайшим аэропортом, выполняющим коммерческие пассажирские рейсы, является региональный аэропорт Уэйко. Аэропорт находится примерно в 75 километрах на запад от Гросбека.

## Образование
Город обслуживается независимым школьным округом Гросбек.

## Экономика
Согласно финансовому отчёту города за 2015 год, доходы города составили $4,7 млн., столько же составили расходы города.

## Отдых и развлечения
Примерно в 10 километрах к северу от Гросбека находится зона отдыха Форт-Паркер. При нападении на Форт-Паркер в 1836 году индейцы захватили Синтию Паркер, дочь шерифа. Девочка была выращена племенем команчей, где она стала женой вождя и родила Куану Паркера, последнего вождя команчей.